# Rumänische Snooker-Meisterschaft 2015
Die Rumänische Snooker-Meisterschaft 2015 war eine Serie von zehn Snookerturnieren, die zwischen dem 9. Januar 2015 und dem 6. Dezember 2015 in Rumänien stattfanden.
Rumänischer Meister wurde der Vorjahreszweite Mihai Vladu. Titelverteidiger Andrei Orzan belegte den zweiten Platz, Mario Amza wurde Dritter.

## Modus
Gespielt wurden zehn im K.-o.-System ausgetragene Turniere, bei denen die 24 teilnehmenden Spieler entsprechend ihrer Platzierung Ranglistenpunkte erhielten.
|               | Punkte |
| ------------- | ------ |
| Sieger        | 300    |
| Finalist      | 220    |
| Halbfinale    | 160    |
| Viertelfinale | 110    |
| Achtelfinale  | 70     |
| Erste Runde   | 40     |

## Turnierübersicht
|    | Sieger        | Ergebnis | Finalist      | Halbfinalisten    |        |
| -- | ------------- | -------- | ------------- | ----------------- | ------ |
| 1  | Andrei Orzan  | 6:4      | Mihai Vladu   | Ivan Redak        | [ 3 ]  |
| 1  | Andrei Orzan  | 6:4      | Mihai Vladu   | Mario Amza        | [ 3 ]  |
| 2  | Andrei Orzan  | 6:5      | Mihai Vladu   | Tudor Popescu     | [ 4 ]  |
| 2  | Andrei Orzan  | 6:5      | Mihai Vladu   | Matei Rosca       | [ 4 ]  |
| 3  | Andrei Orzan  | 6:3      | Mihai Vladu   | Tudor Popescu     | [ 5 ]  |
| 3  | Andrei Orzan  | 6:3      | Mihai Vladu   | Mario Amza        | [ 5 ]  |
| 4  | Mihai Vladu   | 6:3      | Alex Florescu | Mario Amza        | [ 6 ]  |
| 4  | Mihai Vladu   | 6:3      | Alex Florescu | Andrei Orzan      | [ 6 ]  |
| 5  | Mihai Vladu   | 6:1      | Daniel Bontea | Matei Rosca       | [ 7 ]  |
| 5  | Mihai Vladu   | 6:1      | Daniel Bontea | Tudor Popescu     | [ 7 ]  |
| 6  | Mihai Vladu   | 6:5      | Andrei Orzan  | Alex Statache     | [ 8 ]  |
| 6  | Mihai Vladu   | 6:5      | Andrei Orzan  | Mario Amza        | [ 8 ]  |
| 7  | Andrei Orzan  | 6:5      | Mihai Vladu   | Alex Statache     | [ 9 ]  |
| 7  | Andrei Orzan  | 6:5      | Mihai Vladu   | Ivan Redak        | [ 9 ]  |
| 8  | Andrei Orzan  | 6:5      | Mihai Vladu   | Valentin Militaru | [ 10 ] |
| 8  | Andrei Orzan  | 6:5      | Mihai Vladu   | Radu Vilau        | [ 10 ] |
| 9  | Mihai Vladu   | 6:3      | Andrei Orzan  | Tudor Popescu     | [ 11 ] |
| 9  | Mihai Vladu   | 6:3      | Andrei Orzan  | Mario Amza        | [ 11 ] |
| 10 | Alex Statache | 6:4      | Matei Rosca   | Radu Vilau        | [ 12 ] |
| 10 | Alex Statache | 6:4      | Matei Rosca   | Mihai Vladu       | [ 12 ] |

## Abschlusstabelle
| Platz | Spieler            | Punkte |
| ----- | ------------------ | ------ |
| 1     | Mihai Vladu        | 2460   |
| 2     | Andrei Orzan       | 2320   |
| 3     | Mario Amza         | 1270   |
| 4     | Alexandru Statache | 1190   |
| 5     | Matei Rosca        | 1190   |
| 6     | Tudor Popescu      | 1140   |
| 7     | Radu Vilau         | 1120   |
| 8     | Daniel Bontea      | 910    |
| 9     | Valentin Militaru  | 800    |
| 10    | Mihai Mesesan      | 800    |
| 11    | Ivan Redak         | 720    |
| 12    | Marcel Bera        | 720    |
| 13    | Theodor Teaca      | 600    |
| 14    | Stefan Ilinca      | 590    |
| 15    | Stefan Posea       | 580    |
| 16    | Cosmin Bila        | 560    |
| 17    | Cosmin Arsene      | 550    |
| 18    | Maxim Ene          | 520    |
| 19    | Stefan Ruseti      | 510    |
| 20    | Iulian Miu         | 460    |
| 21    | Alex Florescu      | 400    |
| 22    | Mihai Suta         | 360    |
| 23    | Ioan Husti         | 220    |
| 24    | Traian Cetenici    | 160    |